# Beuvry-la-Forêt
Beuvry-la-Forêt – miejscowość i gmina we Francji, w regionie Hauts-de-France, w departamencie Nord.
Według danych na rok 1990 gminę zamieszkiwało 2337 osób, a gęstość zaludnienia wynosiła 187 osób/km² (wśród 1549 gmin regionu Nord-Pas-de-Calais Beuvry-la-Forêt plasuje się na 329. miejscu pod względem liczby ludności, natomiast pod względem powierzchni na miejscu 204.).